# Boris Trajkovski

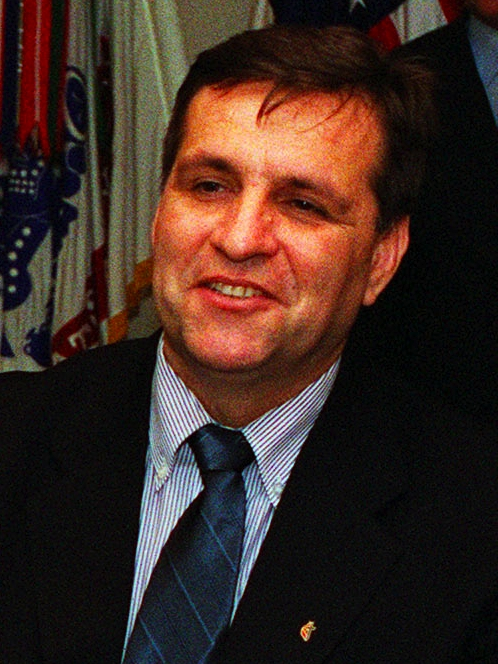
Boris Trajkovski

Boris Trajkovski (mazedonisch Борис Трајковски; * 25. Juni 1956 in Strumica, Jugoslawien; † 26. Februar 2004 nahe Stolac, Bosnien-Herzegowina) war ein mazedonischer Politiker (VMRO-DPMNE) und vom 15. Dezember 1999 bis zu seinem Tod Präsident Mazedoniens.

## Leben
Trajkovski wurde 1956 in Strumica geboren. Er stammte aus einer methodistischen, politisch aktiven Familie. Sein Vater Kiril war einige Jahre wegen seiner politischen und religiösen Überzeugungen im Gefängnis, und auch Boris wurde nach seinem Jurastudium 1975–1980 an der Universität Skopje wegen seiner aktiven Mitgliedschaft in der in Mazedonien kleinen Evangelisch-methodistischen Kirche von der kommunistischen Regierung in ein abgelegenes Dorf verbannt. In dieser Zeit kümmerte er sich als Laienprediger intensiv um eine Gemeinde der Roma, die in Mazedonien eine diskriminierte Minderheit sind und zu den Ärmsten gehören. Er vertrat Mazedonien des Öfteren in internationalen methodistischen Gremien.
1991, nach dem Auseinanderbrechen Jugoslawiens, kehrte er ins öffentliche Leben zurück. Bis 1997 stand er der Rechtsabteilung einer Baufirma in Skopje vor. Er war Mitglied und zeitweise auch Präsident der mazedonischen Partei VMRO-DPMNE, die nach Selbstauskunft einer christdemokratischen Tradition folgt. 1997 und 1998 arbeitete er als Berater des Bürgermeisters von Skopje.
1998 wurde er Staatssekretär im mazedonischen Außenministerium und war als solcher während des Kosovokriegs verantwortlich für die Aufnahme Hunderttausender kosovarischer, meist albanischstämmiger Flüchtlinge in Mazedonien und koordinierte die humanitäre Hilfe für diese.
Bei den Präsidentschaftswahlen am 14. November 1999 schlug Trajkovski seinen Herausforderer Tito Petkovski mit 52 % der Stimmen gegenüber 45 %, wobei er von den Muslimen unterstützt, aber von vielen Orthodoxen wegen seiner protestantischen Konfession und von Nationalisten wegen seiner Toleranz mit Skepsis betrachtet wurde. Trajkovski sollte sein Amt zunächst am 19. November antreten. Einsprüche gegen die Wahlergebnisse verzögerten aber die Aufnahme der Geschäfte. Bis die Einsprüche abgewiesen wurden, überbrückte Parlamentspräsident Savo Klimovski als kommissarischer Präsident einen Monat. Am 15. Dezember 1999 trat er als Nachfolger von Kiro Gligorov sein Amt als zweiter Präsident Mazedoniens an.
In Trajkovskis Amtszeit fielen ethnische Konflikte mit den albanischen Bevölkerungsanteilen Mazedoniens, die 2001 fast zum Bürgerkrieg führten. Trajkovski bemühte sich um Ausgleich und Versöhnung und trat gegen die stramm nationalistische Linie der meisten mazedonischen Politiker auf. 2002 verlieh ihm der Weltrat methodistischer Kirchen seinen Friedenspreis für seinen Beitrag zum Frieden in Mazedonien.
Trajkovski spielte eine wichtige Rolle, als das mazedonische Parlament eine neue Verfassung verabschiedete, die die albanische Minderheit und die wichtigsten nichtorthodoxen religiösen Gruppen wie Katholiken, Protestanten, Juden und Muslime anerkannte. Er trat energisch gegen Bestechung auf.

## Tod

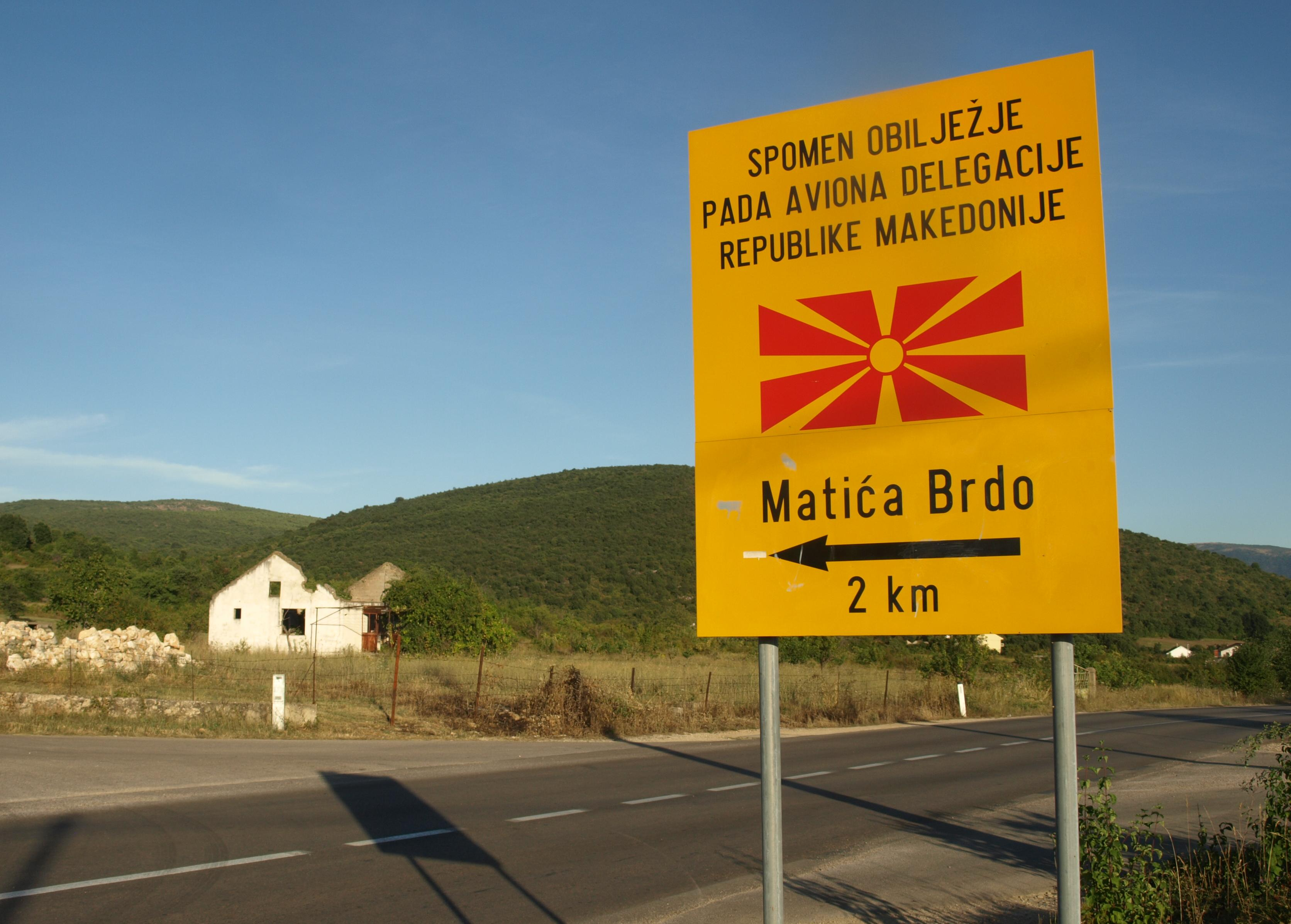
Wegweiser zur Gedenkstätte für den Absturz des Flugzeugs mit der mazedonischen Delegation im Februar 2004 an der Straße Mostar–Stolac

Am Morgen des 26. Februar 2004 flog Trajkovski nach Mostar in Bosnien und Herzegowina, um an einer Wirtschaftskonferenz teilzunehmen. Kurz vor der Landung brach der Kontakt zwischen der Beechcraft 200 Super King Air und der Luftverkehrskontrolle ab. Zwei Stunden später gab der irische Ministerpräsident Bertie Ahern, der sich als Kongressleiter in Mostar aufhielt, den Tod Trajkovskis bekannt. Bei dem Absturz kamen neun Menschen ums Leben.
Das Wrack des Flugzeugs wurde am nächsten Tag in der Nähe des Ortes Huskovići auf dem Gebiet der Gemeinde Stolac gefunden. Nach Ansicht der bosnischen Behörden lag die Ursache für den Absturz im schlechten Wetter und einem Pilotenfehler, lokale Medien beschuldigten aber französische SFOR-Truppen, die an dem Tag die Flugsicherung im Raum Mostar übernommen hatten. Nachdem von mazedonischer Seite neue Funde in Zusammenhang mit dem Absturz präsentiert wurden, wurde im Juli 2012 die Einrichtung einer gemeinsamen bosnisch-mazedonischen Regierungskommission beschlossen, die die Ursachen für das Unglück erneut untersuchen soll.
Trajkovski war verheiratet und hinterließ einen Sohn und eine Tochter.